# Jean-Luc Ponty
Jean-Luc Ponty es un violinista de jazz contemporáneo francés. Nació en la ciudad de Avranches (Francia) el 29 de septiembre de 1942. Se capacitó como violinista profesional en el Conservatoire National Supérieur de Musique de Paris. Su interés hacia el jazz fue impulsado por la música de Miles Davis y John Coltrane. Ha tocado con la Mahavishnu Orchestra y también con Frank Zappa. Es muy conocido por su violín eléctrico, el cual le da una impronta especial, casi como el sonido de un sintetizador.

## Biografía
Jean-Luc Ponty es hijo de un profesor de violín, con quien comenzó su aprendizaje del instrumento antes de que ingresara en el Conservatorio de París.
En 1967 visitó el Festival de Jazz de Montreal. Tras ello, trabajó con Stéphane Grappelli, la Mahavishnu Orchestra y Frank Zappa. La especial impronta que le otorga su violín lo hizo un artista popular del jazz fusión de la década de 1970.
Tras colaborar en 1972 con Elton John en su disco Honky Chateau, Ponty comenzó a usar su ahora conocido violín eléctrico. A fines de la década de 1960 y mediados de la década de los 80 comenzó a utilizar el Violectra, un violín eléctrico modificado de cuatro cuerdas con una octava más baja. Con posterioridad ocupó otra versión del Violectra, de seis cuerdas, y con las notas C y F más bajas.
Ponty fue pionero en la combinación del violín con MIDI, cajas de distorsión, pedales wah-wah, entre otros, lo que le permite obtener un sonido parecido a un sintetizador.
Entre mediados y fines del 2004 se reunió con la formación de The Rite of Strings, con los que realizó una gira por Estados Unidos y Canadá. En los años posteriores se han reunido de forma esporádica. En 2005, formó el supergrupo de jazz fusión Trio! con Stanley Clarke y Béla Fleck. Entre sus discos más destacados están Imaginary Voyage (1976), Aurora (1976), Cosmic Messenger (1978), Mystical Adventures (1982), Individual Choice (1983), Open Mind (1984), Fables (1985), The Gift of Time (1987) y Storytelling (1989).
En 2007 lanzó The Atacama Experience. Entre ese año y 2009 ha estado de gira por todo el mundo presentando su nueva producción.

## Discografía
- Upon the Wings of Music (1975)
- Imaginary Voyage (1976)
- Aurora (1976)
- Enigmatic Ocean (1977)
- Cosmic Messenger (1978)
- A Taste for Passion (1979)
- Civilized Evil (1980)
- Mystical Adventures (1982)
- Individual Choice (1983)
- Open Mind (1984)
- Fables (1985)
- The Gift of Time (1987)
- Storytelling (1989)
- Tchokola (1991)
- No Absolute Time (1993)
- Life Enigma (2001)
- The Atacama Experience (2007)
- Ice And Cream (2019)